# أنطونيو كوشران
أنطونيو كوشران (بالإنجليزية: Antonio Cochran)‏ هو لاعب كرة قدم أمريكية أمريكي، ولد في 21 يونيو 1976 في مونتيزوما في الولايات المتحدة.